# 多瑙橋

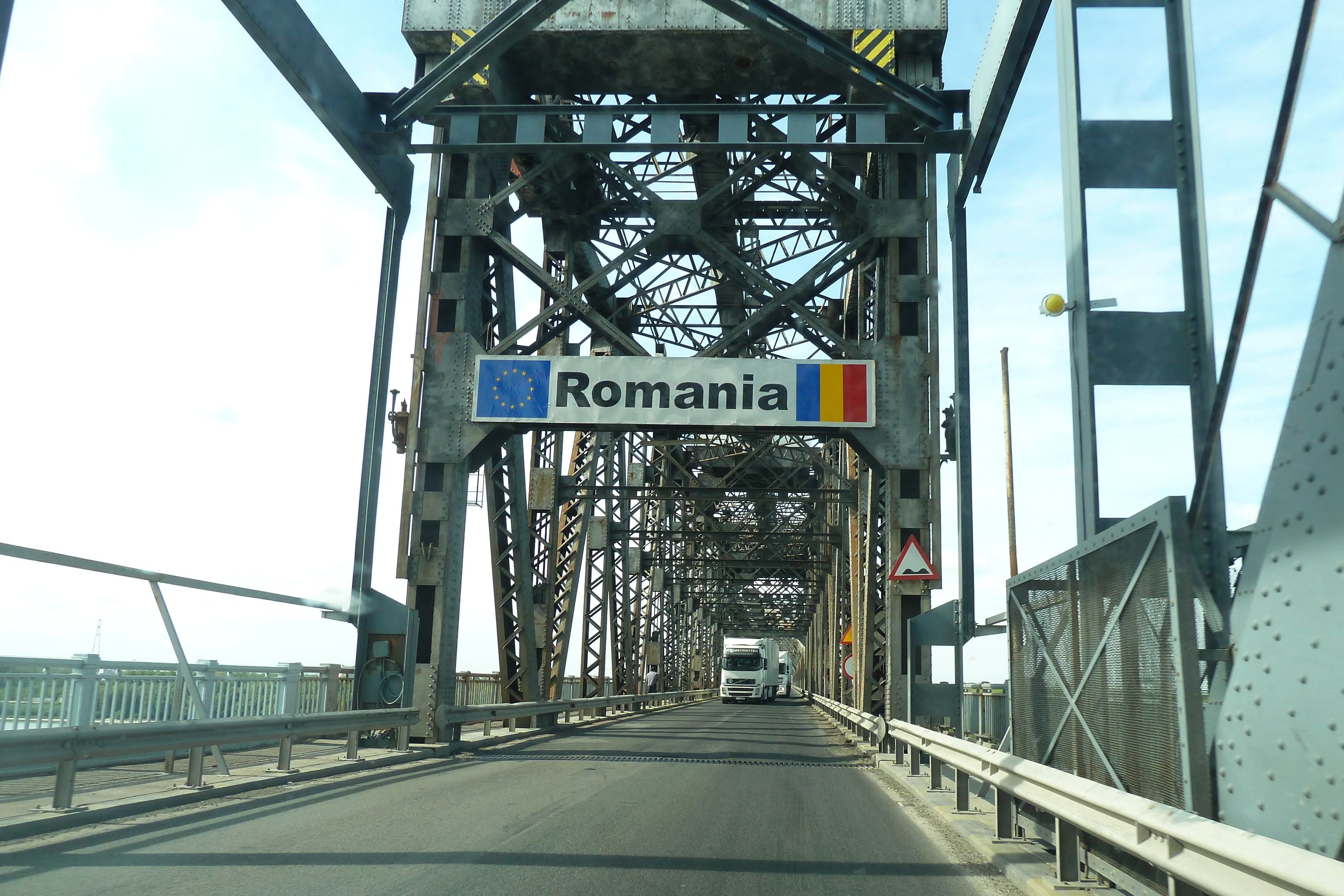
多瑙橋

多瑙橋，舊稱友誼橋，是一座多瑙河上的鐵橋，連接保加利亞和羅馬尼亞兩國。這座橋樑也是兩座連接保加利亞和羅馬尼亞的橋樑之一（另一座是新歐羅巴橋）。

## 外部連結
- Structurae数据库中Giurgio-Ruse Bridge的数据

- Halfway down the Danube, a short story about crossing the bridge

43°53′25.91″N 26°0′15.45″E / 43.8905306°N 26.0042917°E